# 창벽
창벽은 충청남도 공주시 반포면 마암리에 위치한 금강변의 절벽이다. 공주시 반포면 마암리 금강변에 위치하고 있다. 창벽은 민족의 영산 계룡산이 북쪽으로 줄기를 뻗어 급히 금강으로 잦아들면서 탄생한 절경. 폭 100m, 높이 25m의 거대한 바위절벽과 그 아래를 도도히 흐르는 금강이 어우러져 예부터 시인묵객들의 발길이 끊이지 않았던 공주의 명승이다. 산 위에 올라 창벽산(277m)에 이르러 창벽자락을 적시고 급히 남으로 휘돌아 가는 금강이 공주의 중심부를 적시며 흐르는 절경을 즐길 수 있다. 아침부터 해질녘까지, 석양이 있는 풍경, 야경 모두 아름다워 석양과 야경을 함께 즐기기 위해 해질 무렵 산을 오르는 경우도 많다.

## 얽힌 시조
창벽은 아름다운 경관으로 유명한 곳이어서 예로부터 관련된 시조가 많았다.

## 시조의 내용
선조 때 서경 유근이 충청감사로 와서 이 누(공북루)에 올라 시 한 수를 지었다. 소동파는 적벽강에서 놀았으나 나는 창벽에서 놀고 유양은 남루에 올랐지만 나는 지금 북루에 올랐노라..라고 전해지는 시조가 택리지에 실려 있다.